# Amphidium lapponicum
Amphidium lapponicum là một loài Rêu trong họ Orthotrichaceae. Loài này được (Hedw.) Schimp. mô tả khoa học đầu tiên năm 1856.